# 클레망스 브르테셰
클레망스 브르테셰(Clémence Bretécher, 1984년 11월 24일 ~ )는 프랑스의 배우이다.

## 출연 작품
- 사우전 컷츠 (2017)
- 국가적 사건 (2009)
- 둘로 잘린 소녀 (2007)